# Kansas Lottery Indy 300 2007
Kansas Lottery Indy 300 2007 var den fjärde deltävlingen i IndyCar Series 2007. Racet kördes den 29 april på Kansas Speedway. Dan Wheldon fortsatte sin totala dominans på ovalerna, med att ta sin andra seger för säsongen. Han sparade sitt bränsle så bra att han kunde klara sig på ett mindre depåstopp och vinna med arton sekunders marginal. Med segern utökade Wheldon sin mästerskapsledning till 27 poäng, sedan polevinnaren Tony Kanaan haft ett problemfyllt race. Scott Dixon slutade fyra och var den som närmast skuggade Wheldon i sammandraget. Hélio Castroneves och Dario Franchitti blev tvåa och trea i racet, och bägge tog sig förbi Kanaan, och var de som låg närmast bakom Dixon sammanlagt.

## Slutresultat
| Plats | Förare            | Team                     | Grid | Kvaltid |
| ----- | ----------------- | ------------------------ | ---- | ------- |
| 1     | Dan Wheldon       | Chip Ganassi Racing      | 4    | 25,592  |
| 2     | Hélio Castroneves | Team Penske              | 3    | 25,592  |
| 3     | Dario Franchitti  | Andretti Green Racing    | 6    | 25,681  |
| 4     | Scott Dixon       | Chip Ganassi Racing      | 5    | 25,594  |
| 5     | Tomas Scheckter   | Vision Racing            | 7    | 25,807  |
| 6     | Sam Hornish Jr.   | Team Penske              | 2    | 25,571  |
| 7     | Danica Patrick    | Andretti Green Racing    | 10   | 25,836  |
| 8     | Vitor Meira       | Panther Racing           | 8    | 25,831  |
| 9     | A.J. Foyt IV      | Vision Racing            | 15   | 25,908  |
| 10    | Jeff Simmons      | Rahal Letterman Racing   | 16   | 25,934  |
| 11    | Darren Manning    | A.J. Foyt Enterprises    | 11   | 25,851  |
| 12    | Sarah Fisher      | Dreyer & Reinbold Racing | 11   | 25,851  |
| 13    | Scott Sharp       | Rahal Letterman Racing   | 14   | 25,881  |
| 14    | Milka Duno        | SAMAX Motorsport         | 21   | 26,275  |
| 15    | Tony Kanaan       | Andretti Green Racing    | 1    | 25,547  |
| 16    | Alex Barron       | CURB/Agajanian Racing    | 20   | 26,174  |
| 17    | Ed Carpenter      | Vision Racing            | 13   | 25,878  |
| 18    | Kosuke Matsuura   | Panther Racing           | 12   | 25,872  |
| 19    | Marco Andretti    | Andretti Green Racing    | 9    | 25,834  |
| 20    | Buddy Rice        | Rahal Letterman Racing   | 18   | 25,992  |
| 21    | Marty Roth        | Roth Racing              | 19   | 26,121  |